# AZT

Strukturformel

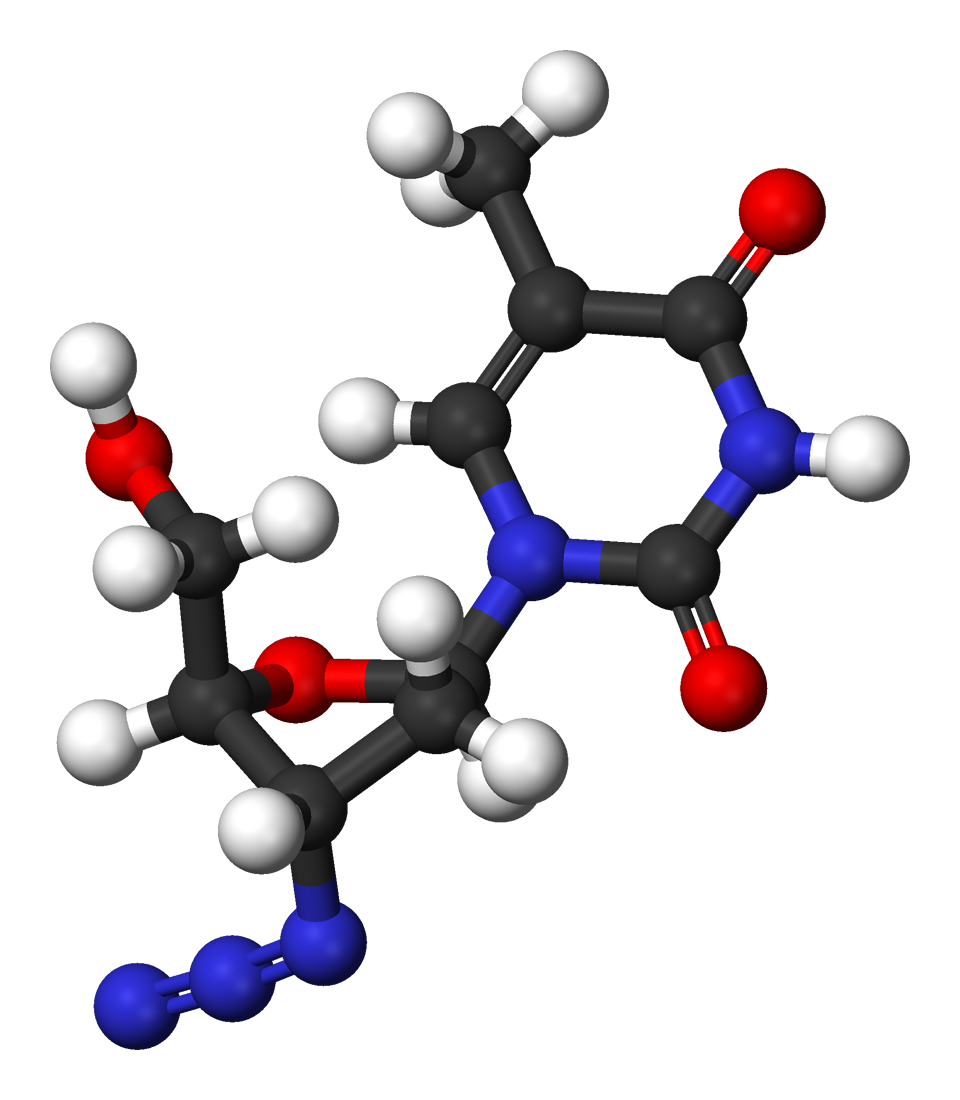
Zidovudine-3D

AZT, azidotymidin eller zidovudin, C10H13N5O4, var det första läkemedlet mot HIV. Azidotymidin syntetiserades redan 1964 då med syfte att ha en effekt mot cancer, vilken den inte hade. Ungefär tjugo år senare testades azidotymidin mot HIV och visade sig då ha en effekt. 
Azidotymidin tillhör gruppen omvänt transkriptashämmare; den liknar byggstenen tymidin som finns i DNA. Det är dock en viss skillnad mellan tymidin och azidotymidin, vilket gör att nya byggstenar inte kan byggas på azidotymidinen och därför kommer bildandet av nya virus att hämmas.